# سانديجليانو
سانديجليانو هي بلدية تقع بييلا في المنطقة الإيطالية بيدمونت، تقع على بعد مايقارب 50 كيلومترا (30) ميلا شمال شرق تورين، وما يقارب 8 كيلو مترات (5 أميال) جنوب غرب بييلا.
يحد سانديجليانو البلديات التالية: بوريانا، سيريوني، جاليانيكو،بانديرانو، وفيرون.
كانت سانديجليانو مسقط رأس أوتافيو  وهو مهندس زراعي و مزارع مختص في الكروم القرن التاسع عشر.